# Conops chinensis
Conops chinensis är en tvåvingeart som beskrevs av Camras 1960. Conops chinensis ingår i släktet Conops och familjen stekelflugor. Inga underarter finns listade i Catalogue of Life.